# Ditanyè
Ditanyè o Une seule nuit (francese, «Una sola notte») è l'inno nazionale del Burkina Faso. È anche noto come L'Hymne de la victoire.
Il testo e la musica sono stati scritti dal presidente Thomas Sankara nel 1984, anno in cui il brano è stato anche adottato come inno in sostituzione dell'Hymne National Voltaïque, il precedente inno nazionale dell'Alto Volta composto da Robert Ouédraogo.

## Testo
Contre la férule humiliante il y a déjà mille ans,
La rapacité venue de loin les asservir il y a cent ans.
Contre la cynique malice métamorphosée
En néocolonialisme et ses petits servants locaux
Beaucoup flanchèrent et certains résistèrent.
Mais les échecs, les succès, la sueur, le sang
Ont fortifié notre peuple courageux et fertilisé sa lutte héroïque.
RIT: Et une seule nuit a rassemblée en elle
L'histoire de tout un peuple.
Et une seule nuit a déclenché sa marche triomphale
Vers l'horizon du bonheur.
Une seule nuit a réconcilié notre peuple
Avec tous les peuples du monde,
A la conquête de la liberté et du progrès
La Patrie ou la mort, nous vaincrons !
Nourris à la source vive de la Révolution.
Les engagés volontaires de la liberté et de la paix
Dans l'énergie nocturne et salutaire du 4 août
N'avaient pas que les armes à la main, mais aussi et surtout
La flamme au coeur pour légitimement libérer
Le Faso à jamais des fers de tous ceux qui
Çà et, là en poluaient l'âme sacrée de l'indépendance, de la souveraineté.
RIT.
Et séant désormais en sa dignité recouvrée
L'amour et l'honneur en partage avec l'humanité,
Le peuple du Burkina chante un hymne à la victoire,
A la gloire du travail libérateur, émancipateur.
A bas l'exploitation de l'homme par l'homme!
Hé en avant pour le bonheur de tout homme,
Par tous les hommes aujourd'hui et demain, par tous les hommes ici et pour toujours !
RIT.
Révolution populaire notre sève nourricière.
Maternité immortelle du progrès à visage d'homme.
Foyer éternel de démocratie consensuelle,
Où enfin l'identité nationale a droit de cité,
Où pour toujours l'injustice perd ses quartiers,
Et où, des mains des bâtisseurs d'un monde radieux
Mûrissent partout les moissons de vœux patriotiques, 
brillent les soleils infinis de joie.
RIT.